# کیم شی مین

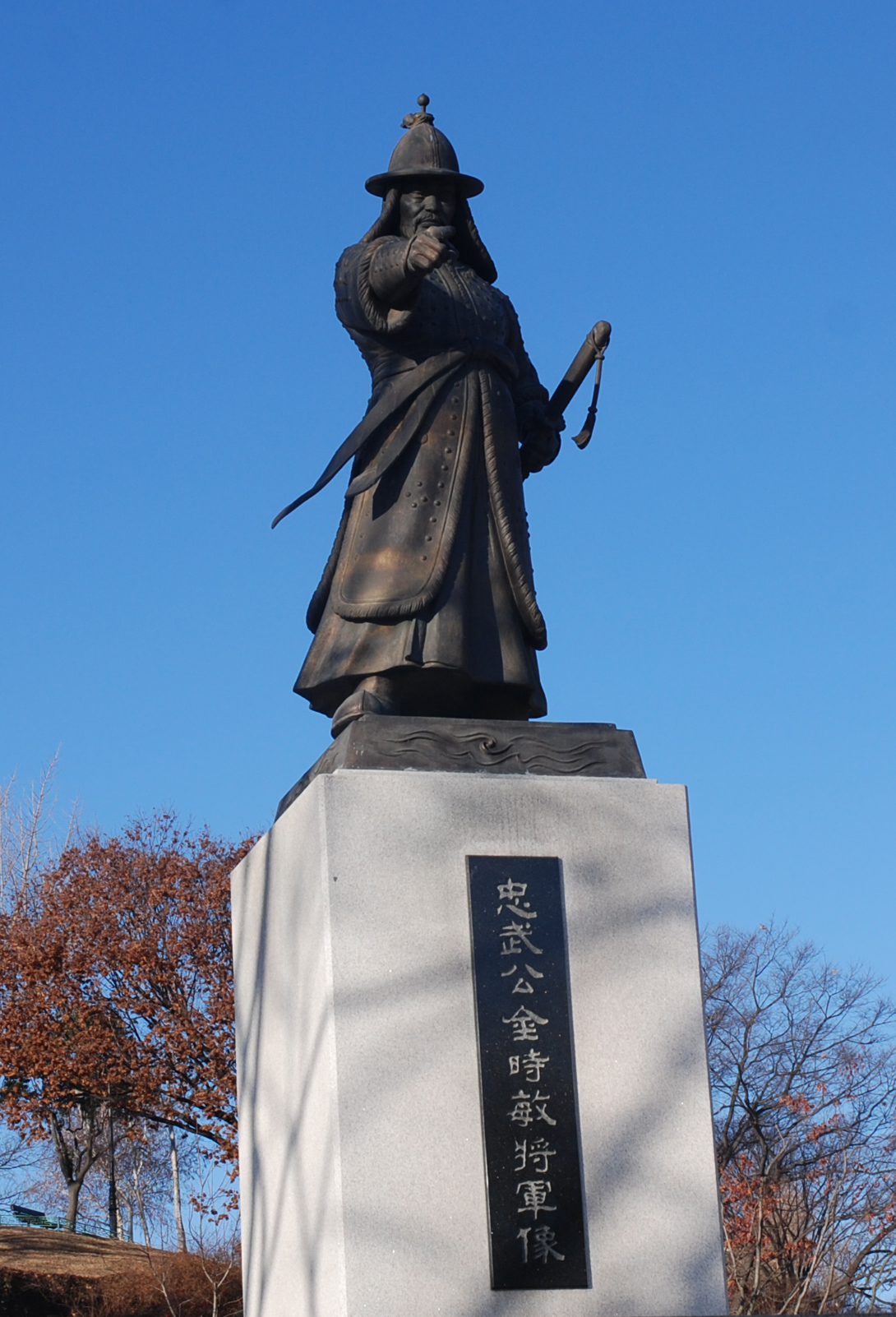
مجسمه کیم شی مین ۱۹۵۳

کیم شی مین (انگلیسی: Gim Si-min; ۱ فوریهٔ ۱۵۵۴ – ۲۱ نوامبر ۱۵۹۲) پرسنل نظامی اهل پادشاهی چوسان بود.